# Culture de la Géorgie

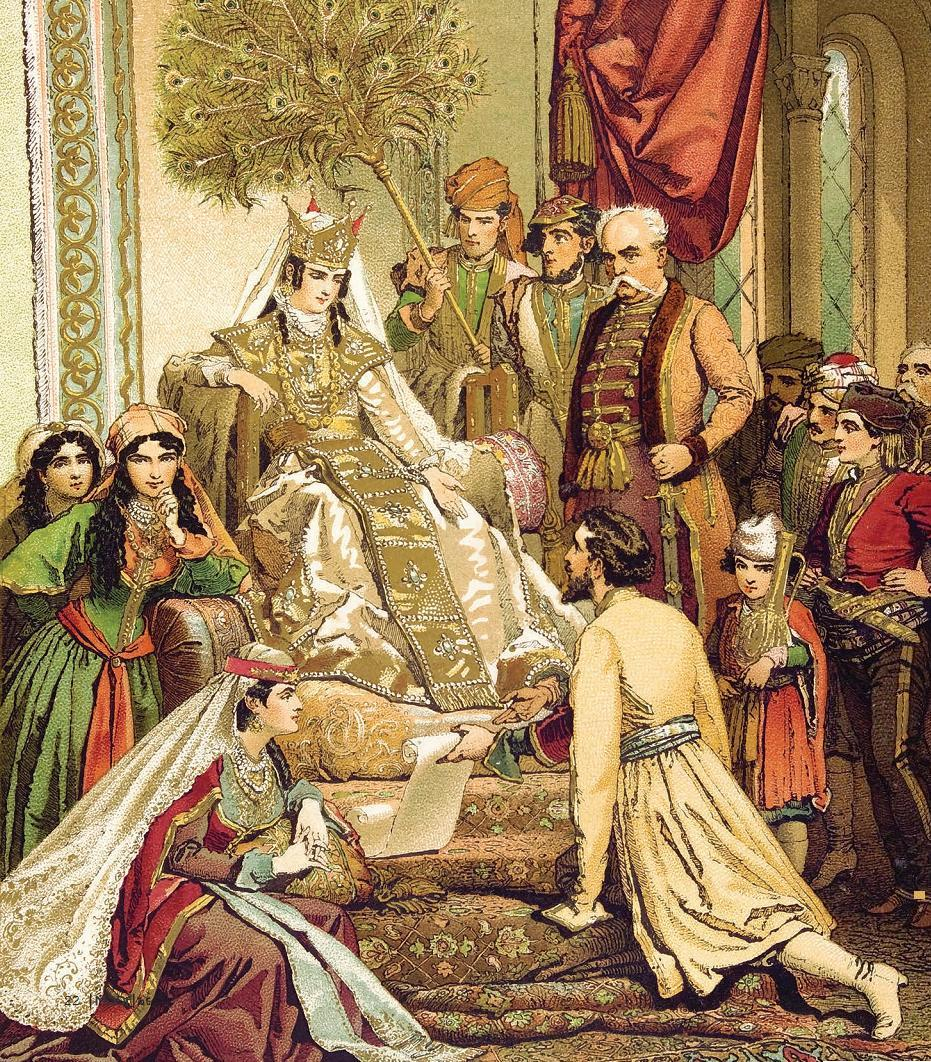
Chota Roustavéli présentant son poème Le Chevalier à la peau de panthère à la reine Tamar

La culture de la Géorgie, pays du Caucase, désigne les pratiques culturelles observables de ses habitants (3 700 000, estimation 2017) ; par extension elle se complète de la culture géorgienne, multimillénaire, portée par les Géorgiens ayant subi les émigrations forcées, politiques ou économiques vers d'autres pays au cours des derniers 27 siècles. La Géorgie et sa culture ont résisté aux invasions (perses, arabes, mongoles, ottomanes et russes) qui ont ponctué son histoire. Si ses différents aspects (art de la table, art lyrique, arts visuels, cinéma, danses traditionnelles, langue, littérature, musique classique, musique et chants traditionnels, sculpture) étaient en partie connus de la Grèce antique, ils se sont fait mieux connaitre sur la scène mondiale après l'ouverture des frontières de l'Est européen dans les années 1990. Plusieurs de ses éléments ont été inscrits au patrimoine culturel immatériel de l'Unesco en 2008 et 2013. Sa diffusion en France a constitué l'une des priorités des ambassadeurs géorgiens successifs.